# Lạng Khê
Lạng Khê là một xã thuộc huyện Con Cuông, tỉnh Nghệ An, Việt Nam.
Xã Lạng Khê có diện tích 105,9 km², dân số năm 1999 là 4.105 người, mật độ dân số đạt 39 người/km².